# A Kiss in the Dreamhouse
A Kiss in the Dreamhouse es el quinto álbum de estudio de la banda británica de rock Siouxsie And The Banshees, lanzado el 5 de noviembre de 1982 a través de Polydor Records. Se remasterizó y reeditó en 2009. Fue el último disco en el que participó el guitarrista John McGeoch.

## Lista de canciones
- Todas las canciones compuestas por Siouxsie, Severin, McGeoch y Budgie

### Lanzamiento original
1. "Cascade" – 4:25
2. "Green Fingers" – 3:33
3. "Obsession" – 3:51
4. "She's a Carnival" – 3:39
5. "Circle" – 5:22
6. "Melt!" – 3:47
7. "Painted Bird" – 4:15
8. "Cocoon" – 4:29
9. "Slowdive" – 4:24

### Remasterización de 2009 (pistas adicionales)
1. "Fireworks" (versión de 12") – 4:32
2. "Slowdive" (versión de 12") – 5:49
3. "Painted Bird" (Workhouse demo) – 3:49
4. "Cascade" (Workhouse demo) – 4:32

## Personal
Siouxsie and the Banshees
- Siouxsie and the Banshees - producción
- Siouxsie Sioux - voz, campanas en "Obsession".
- Steven Severin - bajo; bajo de seis cuerdas en "Slowdive"; órgano en "Painted Bird".
- John McGeoch - guitarra; teclados en "Cocoon", "Circle", "Cascade"; grabadora en "Green Fingers".
- Budgie - batería, percusión, armónica en "Slowdive".

Músicos adicionales
- Caroline Lavelle - violonchelo en "Obsession".
- Anne Stephenson - violín en "Obsession" and "Slowdive".
- Virginia Hewes - violín en "Obsession" y "Slowdive".

## Producción
- Grabado en Playground y Abbey Road Studios
- ingeniero de sonido: Mike Hedges
- Diseño artístico: Rocking Russian
- Fotografía: Michael Kostiff